# Micro-région d'Orosháza
La micro-région d'Orosháza (en hongrois : orosházai kistérség) est une micro-région statistique hongroise rassemblant plusieurs localités autour de Orosháza.